# Geschworenengericht

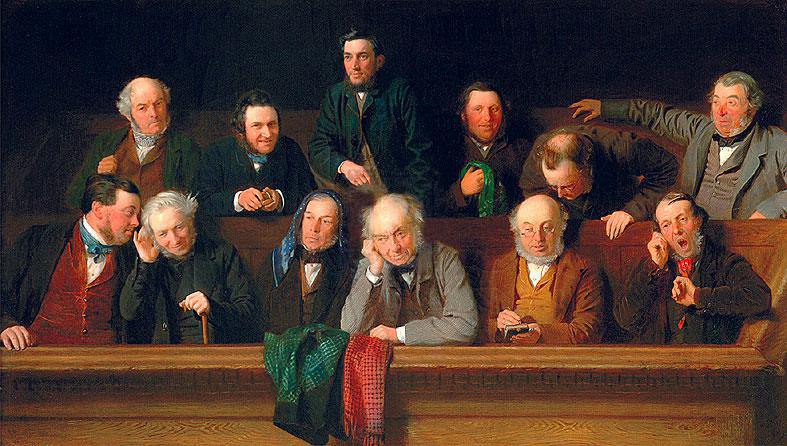
Die Jury von John Morgan (1861)

Ein Geschworenengericht bzw. Schwurgericht ist ein Gericht, in dem Geschworene an der Entscheidung (ganz oder zum Teil) beteiligt sind.
Die Geschworenen sind keine Juristen, sondern meist unbeteiligte Bürger, die durch Abstimmung ein Urteil fällen. Dabei bewerten meist die Geschworenen die Sachlage des Falles, der Richter dagegen die Rechtslage. Der Name Geschworener kommt daher, dass diese Bürger traditionell auf das Recht bzw. Gesetz und ihr Gewissen schwören mussten.

## Deutschland
In Deutschland gab es in den Gebieten, die zu Beginn des 19. Jahrhunderts zu Frankreich gehörten, französisches Recht übernommen und das auch nach der napoleonischen Ära beibehalten hatten, als Assisen bezeichnete Gerichte, die mit Geschworenen besetzt waren. Ab 1848 gab es als Ergebnis der Märzrevolution solche mit Geschworenen besetzte Gerichte auch in anderen Gebieten. Die gescheiterte Paulskirchenverfassung hatte zwingend Schwurgerichte bei Preßvergehen (Art. IV, § 143 Abs. 3) sowie bei schwereren Strafsachen und bei allen politischen Vergehen (Art. X, § 179 Abs. 2) vorgesehen.

### Schwurgerichte im Deutschen Reich von 1879 bis 1924
Durch das als eines der Reichsjustizgesetze am 1. Oktober 1879 in Kraft getretene Gerichtsverfassungsgesetz (GVG) wurden die Schwurgerichte als periodisch bei den Landgerichten zusammentretende Spruchkörper eingerichtet (§ 79 GVG a. F.). Schon bei der Ausarbeitung dieses Gesetzes im Reichstag wurde wegen abweichender Traditionen in einigen Bundesstaaten die Forderung nach Abschaffung der Geschworenengerichte zugunsten der Schöffengerichte laut. Dieses Konzept konnte sich allerdings noch nicht durchsetzen. So blieb es vorerst bei Schwurgerichten an den Landgerichten „aus drei richterlichen Mitgliedern mit Einschluss des Vorsitzenden und aus zwölf zur Entscheidung der Schuldfrage berufenen Geschworenen“ (§ 81 Gerichtsverfassungsgesetz (GVG) alter Fassung). Berufsrichtern und Geschworenen kam dabei also eine unterschiedliche Funktion zu: Die Geschworenen befanden allein über die Schuld des Angeklagten, wobei sich die Reihenfolge der Stimmabgabe nach der Auslosung richtete und der Obmann der Geschworenen zuletzt abstimmte (§ 199 Abs. 2 GVG alter Fassung). Anschließend entschieden die Berufsrichter über das Strafmaß. Entscheidungen, die nach der Strafprozessordnung oder nach dem Gerichtsverfassungsgesetz von dem erkennenden Gericht zu erlassen waren, erfolgten in den bei den Schwurgerichten anhängigen Sachen durch die richterlichen Mitglieder des Schwurgerichts (§ 82 GVG a. F.).

#### Bestellung der Mitglieder des Schwurgerichts
Auch die Berufung der Geschworenen und der Berufsrichter geschah auf unterschiedliche Weise. Die richterlichen Mitglieder wurden durch den Präsidenten des Landgerichts aus der Zahl der Richter des Landgerichts für die Dauer einer Sitzungsperiode des Schwurgerichts (§ 83 Abs. 2 GVG a. F.) bestimmt; der Vorsitzende des Schwurgerichts wurde vom Präsidenten des Oberlandesgerichts für die Dauer der Sitzungsperiode aus der Zahl der Richter des Oberlandesgerichts oder aus der zum Bezirk des Oberlandesgerichts gehörenden Landgerichte ernannt. Solange kein Vorsitzender des Schwurgerichts ernannt worden war, erledigte der Vorsitzende der Strafkammer des Landgerichts die in der Strafprozessordnung dem Vorsitzenden zugewiesenen Geschäfte (§ 83 Abs. 3 GVG a. F.). Das Amt eines Geschworenen war Ehrenamt, das nur Deutschen verliehen werden konnte (§ 84 GVG a. F.). Die Urliste für die Auswahl der Schöffen diente zugleich als Urliste für die Auswahl der Geschworenen. Der Schöffenwahlausschuss an einem Amtsgericht hatte dabei die Personen, die er zur Geschworenen für das nächste Geschäftsjahr vorschlug, aus der Urliste auszuwählen. Die Vorschläge waren so zu bemessen, dass dreimal so viele Kandidaten vorgeschlagen wurden, wie Geschworene benötigt wurden. Die Vorgeschlagenen waren in einer Vorschlagsliste zusammenzufassen. § 91 GVG a. F. bestimmte, dass spätestens zwei Wochen vor Beginn einer Sitzung des Schwurgerichts durch den Präsidenten des Landgerichts in öffentlicher Sitzung, an der auch zwei Mitglieder des Landgerichts teilnahmen, in Gegenwart der Staatsanwaltschaft 30 Hauptgeschworene ausgelost wurden. Das Verzeichnis der ausgelosten Hauptgeschworenen (Spruchliste) wurde dem ernannten Vorsitzenden übersandt, durch den die Hauptgeschworenen zur Eröffnungssitzung des Schwurgerichts geladen wurde.

#### Sachliche Zuständigkeit des Schwurgerichts
Gemäß § 80 GVG a. F. waren die Schwurgerichte für die Verbrechen zuständig, die nicht dem Reichsgericht oder den Strafkammern zugeordnet waren. Demnach gehörten im Wesentlichen folgende Straftaten nicht zur Zuständigkeit des Schwurgerichts:
- Hochverrat und Landesverrat gegen Kaiser und Reich (§ 136 Abs. 1 Nr. 1 GVG a. F.)
- Verbrechen, die mit Zuchthaus von bis zu 5 Jahren bedroht waren (§ 73 Nr. 2 GVG a. F.)
- Verbrechen von Personen unter 18 Jahren (§ 73 Nr. 3 GVG a. F.)
- Unzucht mit Kindern (§ 73 Nr. 4 GVG a. F.)
- Verbrechen des Diebstahls, der Hehlerei und des Betrugs (§ 73 Nr. 5 bis 7 GVG a. F.)

#### Verfahren in der Hauptverhandlung
Zur Hauptverhandlung hatten die 30 Hauptgeschworenen zu erscheinen. Von den tatsächlich erschienenen durften Angeklagter und Staatsanwaltschaft zusammen so viele ablehnen, dass noch zwölf übrigblieben, wobei die Staatsanwaltschaft begann und bei ungerader Differenz der Angeklagte einen Geschworenen mehr ablehnen durfte. Vor der Urteilsfindung belehrte der Vorsitzende die Geschworenen, welche Fragen zu entscheiden waren. Er unterzeichnete und übergab den Fragenkatalog, worauf sich die Geschworenen zurückzogen und einen Obmann wählten. Je nach Gegenstand der Frage musste sie mit unterschiedlicher Mehrheit beantwortet werden. War das geschehen, so wurde der Angeklagte aus dem Sitzungssaal entfernt und der Obmann verkündete: „Auf Ehre und Gewissen bezeuge ich als den Spruch der Geschworenen …“, wobei er das jeweilige Mehrheitserfordernis nennen musste, sodass der Vorsitzende den Spruch bei Irrtümern über die erforderliche Mehrheit berichtigen konnte. Erst dann entschieden die Berufsrichter über das Strafmaß, der Angeklagte wurde wieder in den Saal geführt und das Urteil verkündet.

### Emminger’sche Reform, Nationalsozialismus und Nachkriegszeit
Die von Beginn an umstrittenen Geschworenengerichte hatten verschiedene Nachteile. Häufig wurden etwa die Geschworenen auf Grund unsachlicher Überlegungen abgelehnt (Bauern bei Meineid, Städter bei Brandstiftung), weil die Ablehnung weder begründet zu werden brauchte noch vom Gericht überprüft wurde. Dennoch mussten alle 30 Geschworenen erscheinen und entschädigt werden, was hohe Kosten verursachte. Vor allem in Meineidfällen neigten die Geschworenengerichte zu sachlich unbegründeten Freisprüchen. Häufig irrten die Geschworenen auch über die komplizierten Rechtsfragen. Ihre Entscheidung musste auch nicht begründet werden, sodass die auf Sachrügen gestützte Revision faktisch aussichtslos war: der Nachweis falscher Rechtsanwendung ließ sich so nicht führen. Bei der Strafzumessung schließlich, wo die Geschworenen am ehesten hätten nützlich sein können, durften sie nicht mitwirken. In der Emminger’schen Reform, so benannt nach dem damaligen Reichsjustizminister Erich Emminger, wurden die Geschworenengerichte durch Verordnung der Reichsregierung „über Gerichtsverfassung und Strafrechtspflege“ vom 4. Januar 1924 abgeschafft. Sie bestanden zwar dem Namen nach (Schwurgericht) als bedarfsweise zusammentretende Spruchkörper fort, doch mit einheitlicher Richterbank, also ohne die charakteristische Trennung von Schuld- und Straffrage:
§ 82 Abs 1 GVG a.F.
Die Richter und die Geschworenen entscheiden über die Schuld- und Straffrage gemeinschaftlich; während der Hauptverhandlung üben die Geschworenen das Richteramt im gleichen Umfang wie die Schöffen aus.
Erhalten blieben auch Sonderregelungen über die Besetzung der Schwurgerichte – drei Berufsrichter und nun nur noch sechs „Geschworene“ – im 6. Titel des Gerichtsverfassungsgesetzes. Zunächst jedoch traten – vom 15. Januar bis 31. März 1924 – Schwurgerichte gar nicht mehr zusammen und wurden überhaupt Schöffen in Strafsachen nicht mehr hinzugezogen, „um dem drohenden Stillstand der Rechtspflege vorzubeugen“ (V. Abschnitt der Verordnung). Nationalsozialistische Gesetzgebungsakte und die in den Ländern zwischen 1945 und Inkrafttreten des Grundgesetzes eingetretene Rechtszersplitterung führten dazu, dass 1950 die Rechtslage von 1924 wiederhergestellt werden musste (Art. 1 Nr. 41 des Gesetzes zur Wiederherstellung der Rechtseinheit auf dem Gebiete der Gerichtsverfassung, der bürgerlichen Rechtspflege, des Strafverfahrens und des Kostenrechts vom 12. September 1950). Später wurden auch die Sonderbestimmungen über die Besetzung der Schwurgerichte aufgehoben, die Schwurgerichte sind Große Strafkammern des Landgerichts. Im Gerichtsverfassungsgesetz findet sich deshalb noch heute ein 6. Titel über die Schwurgerichte, der nur noch aus den aufgehobenen §§ 79 bis 92 besteht.

### Heutige Rechtslage
Während Geschworenengerichte in Deutschland also schon lange nicht mehr existieren, wurde der Name Schwurgericht beibehalten. Die große Strafkammer des Landgerichts heißt nämlich bei bestimmten, besonders schweren Delikten weiterhin Schwurgericht (§ 74 Abs. 2 Satz 1 GVG). Dieses Schwurgericht hat aber mit dem ursprünglichen Schwurgericht nur noch den Namen gemeinsam. Es verhandelt in der Besetzung der großen Strafkammer, hat also keine Geschworenen, die nur über die Schuldfrage abstimmen, sondern mit den zwei Schöffen neben den drei Berufsrichtern zwar ehrenamtliche, ansonsten aber gleichberechtigte Richter, die umfassend mitentscheiden. Auch tritt das Schwurgericht nicht mehr nur periodisch zusammen, sondern ist eine normale Kammer des Landgerichts. Sonderregel ist lediglich, dass das Schwurgericht anders als die gewöhnliche große Strafkammer nicht seine Verkleinerung beschließen kann.

## Österreich

### Geschichte
Die Geschichte der österreichischen Geschworenengerichtsbarkeit ist wechselvoll und verlief nicht überall gleichförmig.
In Tirol wurde die Geschworenenverfassung durch ein von Erzherzog Sigismund dem Münzreichen am 14. März 1481 erlassenes Mandat eingeführt. Darin wurde jeder Pfleger oder Richter des Landes angewiesen, in seinem Gerichtssprengel zwölf taugliche und rechtskundige Männer auszuwählen und als Geschworene zu vereidigen. Nach dem Willen des Landesfürsten sollten die Geschworenen und der Richter alle Zivilrechtsangelegenheiten alleine entscheiden. Bis dahin war es üblich gewesen, dass die Geschworenenbank bei jedem Prozess neu zusammengestellt und die bei der Verhandlung anwesenden Gerichtsinsassen neben den Geschworenen in die Urteilsfindung miteingebunden waren. Die Bezeichnung „Geschworene oder Geschworne“ ist etymologisch von Schwören herzuleiten, da die in dieses Amt gewählten Männer dem Landesfürsten und der Gerichtsobrigkeit sich eidlich verpflichteten „dem Armen wie dem Reichen unnd dem Reichen als dem Armen, nach irem besten Verstand zufüren und Urteil zusprechen, sich auch weder durch Miet, Gab, Tro, Forcht, Freundschafft noch Feintschafft noch ichzit anders (das ain geleichs und gerechts Gericht irren möchte) verhindern zulassen, alle Ratschleg zuverschweigen und diese Gerichtsordnung inn allen Puncten zuhalten unnd alles das zuthuen, das ain frummer, gerechter geschworner Rechtspercher zuthuen schuldig und verbunden ist, bey guten trewen, on alle gefaerde.“
Während sich das Mandat Sigismunds nur auf die Zivilverfahren bezog, ordnete die von Kaiser Maximilian I. erlassene Maximilianische Halsgerichtsordnung 1499 die Einführung einer Geschworenenbank auch für die Behandlung der  Malefizangelegenheiten an. Das Urteil der Geschworenen wurde unter Ausschluss der Öffentlichkeit gefällt. Die Normen der Halsgerichtsordnung wurden  von den Tiroler Landesordnungen des 16. Jahrhunderts weitgehend übernommen und waren in Tirol bis in das späte 18. Jahrhundert geltendes Recht.
Die Pillersdorfsche Verfassung von 1848 markiert den Beginn einer neuen Ära, wenngleich jene Spruchkörper zunächst allein für Pressesachen eingeführt wurden. Eine Zuständigkeit der Geschworenengerichte für schwerste und politische Straftaten wurde durch die oktroyierte Märzverfassung und einfachgesetzlich durch die Strafprozessordnung 1850 in das österreichische Recht eingeführt, dann durch die Silvesterpatente 1851 sowie die Strafprozessordnung von 1853 wieder gestrichen, verfassungsgesetzlich mit dem Staatsgrundgesetz über die richterliche Gewalt 1867 wiedereingeführt und durch die Strafprozessordnung 1873, welche hinsichtlich der Geschworenengerichte eine beinahe inhaltsgleiche Übernahme der Bestimmungen von 1850 darstellte, wiederum auch einfachgesetzlich verankert.
Nach dem Zusammenbruch der österreich-ungarischen Monarchie schrieb das B-VG 1920 das Prinzip der Laienbeteiligung in der Strafrechtspflege durch Art. 91 in zweifacher Hinsicht im Verfassungsrang fest: Bei Verbrechen und allen politischen Verbrechen und Vergehen entscheiden Geschworene über die Schuld des Angeklagten. In anderen Strafverfahren nehmen Schöffen an der Rechtsprechung teil, wenn die zu verhängende Strafe ein vom Gesetz zu bestimmendes Maß überschreitet. Als Folge des Dollfuß-Putsches im Jahre 1933 wurde die Geschworenengerichtsbarkeit mit der Maiverfassung des Jahres 1934 für obsolet erklärt und mit dem Strafrechtsänderungsgesetz 1934 einfachgesetzlich abgeschafft. Auch nach dem Anschluss Österreichs existierten keine Geschworenengerichte mehr. Eine Wiedereinführung erfolgte 1951, wobei einige Modifikationen zur Rechtslage vor 1934 vorgenommen wurden.

### Geltendes Strafprozessrecht
Das Geschworenengericht ist eine Verfahrensform des Landesgerichts, als erste Instanz für schwerste Vergehen und Verbrechen und politische Straftaten (etwa nach dem Verbotsgesetz). Explizit genannt sind (§ 31 Abs. 2 StPO):
Straftaten mit lebenslanger oder mehr als 5–10 Jahren Freiheitsstrafe; Überlieferung an eine ausländische Macht (§ 103 StGB), Hochverrat (§ 242 StGB, und Vorbereitung § 244 StGB); staatsfeindliche Verbindungen (§ 246 StGB); Herabwürdigung des Staates und seiner Symbole (§ 248 StGB); Angriff auf oberste Staatsorgane (§§ 249–251 StGB); Landesverrat (§§ 252–258 StGB); bewaffnete Verbindung (§ 279 StGB); Ansammeln von Kampfmitteln (§ 280 StGB); Störung der Beziehungen zum Ausland (§§ 316–320 StGB); Aggression (§ 321k StGB); Aufforderung zu, Gutheißung von (beide § 282 StGB) und Unterlassung der Verhinderung (§ 286 StGB) vorgenannter strafbarer Handlungen; sowie Zuständigkeit auf Grund besonderer Bestimmungen.
Ein Geschworenengericht besteht aus dem Schwurgerichtshof, das sind drei Berufsrichter, und der Geschworenenbank, die acht Laien umfasst (§ 32 Abs. 1 StPO). Bei strafbaren Handlungen gegen die sexuelle Integrität und Selbstbestimmung (§§ 201–207 StGB) müssen dem Geschworenengericht mindestens zwei Geschworene des Geschlechtes des Angeklagten sowie zwei Geschworene des Geschlechtes jener Person angehören, die durch die Straftat in ihrer Geschlechtssphäre verletzt worden sein könnte (§ 32 Abs. 2 StPO).
Geregelt ist dieses Verfahren im 15. Hauptstück §§ 297–351 StPO:
Nach Belehrung durch den vorsitzenden Richter entscheiden die Geschworenen allein im sogenannten Wahrspruch über Schuld oder Unschuld, und zusammen mit den Richtern über das Strafmaß. Anders als in anderen Rechtsordnungen muss dabei keine Einstimmigkeit erzielt werden, eine einfache Mehrheit reicht. Kommt keine Mehrheit für eine Verurteilung zustande (das heißt also auch, wenn die Abstimmung 4:4 ausgeht) ist der Angeklagte gemäß dem Grundsatz in dubio pro reo freizusprechen.
Sind die drei Berufsrichter einstimmig der Überzeugung, dass die Entscheidung der Geschworenen falsch oder unvollständig ist, können sie eine Verbesserung des Wahrspruchs anordnen. Die Geschworenen haben in diesem Fall erneut zu beraten (Monitur; § 332 StPO). Ist der Fehler nicht durch Monitur zu beheben, so kann der Schwurgerichtshof einstimmig den Wahrspruch der Geschworenen aussetzen (Aussetzung gem. § 334 StPO), und vom Obersten Gerichtshof überprüfen lassen. Dieser weist den Fall unter Umständen einem anderen Geschworenengericht zur neuerlichen Verhandlung zu. In dieser ist eine Aussetzung der Entscheidung der Geschworenen nicht mehr zulässig.
Für minderschwere Taten, nicht strafrechtliche Angelegenheiten und in zweiter Instanz des Bezirksgerichts ist das Landesgericht ein Schöffengericht, ein Einzelrichter oder ein Senat.

## Schweiz

### Rechtslage nach Einführung der schweizerischen Strafprozessordnung
Die am 1. Januar 2011 in Kraft getretene schweizerische Strafprozessordnung sieht keine Prozesse nach dem Unmittelbarkeitsprinzip und damit keine Geschworenenprozesse mehr vor. Zwar werden Geschworenengerichte durch die entsprechenden Vorschriften in der Strafprozessordnung nicht ausdrücklich ausgeschlossen, so dass die Kantone, denen die Gerichtsorganisation nach wie vor obliegt, sie prinzipiell beibehalten bzw. neu schaffen könnten. Der schweizerischen Strafprozessordnung fehlen aber Spezialregelungen für Geschworenenprozesse. So setzt die Strafprozessordnung voraus, dass das Gericht auch auf Grundlage der bereits im Vorverfahren erhobenen Beweise entscheidet, d. h. auch auf Grundlage der Akten. Im klassischen Geschworenenprozess treffen die Geschworenen ihren Entscheid jedoch allein auf Grundlage der mündlichen Verhandlung. Dementsprechend mussten die Geschworenengerichte auch in den letzten Kantonen noch per 1. Januar 2011 abgeschafft werden. Im Kanton Zürich erfolgte dies durch das Gesetz über die Gerichts- und Behördenorganisation im Zivil- und Strafprozess vom 10. Mai 2010.
Einzig der Kanton Tessin hat seine Geschworenengerichte zumindest dem Namen nach beibehalten. In einer Volksabstimmung vom November 2010 wurde ihre Abschaffung abgelehnt. Als Übergangslösung wurde vom Grossen Rat des Kantons Tessin beschlossen, dass die Geschworenen technisch als Laienrichter schon von der Eröffnung des Verfahrens an eingesetzt werden sollen und Akteneinsicht erhalten. 2012 wurde für Berufungen gegen Entscheide dieses Gerichts als zweite Instanz ein Obergeschworenengericht geschaffen.

### Früherer kantonaler Strafprozess (mit Beispiel des Kantons Zürich)
In den Kantonen waren im 19. Jahrhundert im Rahmen der „Demokratisierung“ der Justiz Geschworenengerichte für schwere Kriminalfälle eingerichtet worden. Voran ging die Westschweiz – Genf führte sie 1844, die Waadt 1846 ein. In der deutschen Schweiz setzte sich der Rechtsanwalt und spätere Bundesrat Jakob Dubs erfolgreich für diese Gerichtsform ein. Charakteristisch für dieses Gericht war, dass die Geschworenen erstens für jeden einzelnen Rechtsfall aus der Menge der hierfür gewählten Bürger und Bürgerinnen ausgelost wurden und dass sie zweitens ohne vorgängige Aktenkenntnis allein aufgrund des Prozesses selbst entschieden (Unmittelbarkeitsprinzip).
Diese Art von Rechtsfindung wird heute im Allgemeinen als überholt angeschaut, weshalb die meisten Kantone schon seit längerem entweder nur die reguläre Strafgerichtsbarkeit (ausgeübt durch das Bezirksgericht und das Obergericht oder wie die Gerichte auch immer benannt sind) oder aber ein sogenanntes Strafgericht oder Kriminalgericht als Fachgericht kennen, dessen Mitglieder im Unterschied zum Geschworenengericht über Aktenkenntnis verfügen und für eine feste Amtsdauer gewählt sind. Vor der Einführung der schweizerischen Strafprozessordnung auf den 1. Januar 2011 kannten nur noch die Kantone Zürich, Tessin, Waadt und Neuenburg das Institut des Geschworenengerichts, nachdem es zuletzt im Kanton Genf im Mai 2009 abgeschafft worden war.
Gemäss der bis Ende 2010 gültigen kantonalzürcherischen Strafprozessordnung von 1919 trat in der zuletzt gültigen Fassung das Geschworenengericht dann an die Stelle des Obergerichts, wenn der Angeklagte den Sachverhalt bestritt. Laut dem kantonalzürcherischen Gerichtsverfassungsgesetz von 1976 setzte es sich aus dem Präsidenten, zwei Richtern und neun Geschworenen zusammen, wobei Präsident und Richter vom Obergericht bestimmt und die Geschworenen aus der Gesamtheit der für vier Jahre gewählten Geschworenen ausgelost wurden. Das Geschworenengericht hatte nach § 56 des zürcherischen Gerichtsverfassungsgesetzes die folgenden Vergehen und Verbrechen zu beurteilen:
- vorsätzliche Tötung Art. 111 des Strafgesetzbuchs (StGB)
- Mord Art. 112 StGB
- Totschlag Art. 113 StGB
- schwere Körperverletzung Art. 122 StGB
- Raub gemäss Art. 140 Ziffern 3 und 4 StGB
- Erpressung gemäss Art. 156 Ziffern 2 und 4 StGB
- Freiheitsberaubung und Entführung gemäss Art. 184 StGB
- Geiselnahme gemäss Art. 185 Ziffern 2 und 3 StGB
- Brandstiftung gemäss Art. 221 Abs. 2 StGB
- Gefährdung durch Sprengstoffe oder giftige Gase gemäss Art. 224 Abs. 1 StGB

Anerkannte der Angeklagte den eingeklagten Sachverhalt und bekannte er sich schuldig, war das Obergericht als erste Instanz zuständig. Erkannte der Angeklagte den eingeklagten Sachverhalt an, bestritt er jedoch die rechtliche Würdigung oder hatte der Angeklagte die Tat vor seinem 25. Lebensjahr begangen, hatte er die Wahl zwischen Geschworenengericht und Obergericht. Im Unterschied zum traditionellen Schwurgericht, wie es etwa der angelsächsischen Raum kennt (Jury), in dem die Geschworenen über die Schuld urteilen und der Richter das Strafmass verfügt, entschieden bei den schweizerischen Geschworenengerichten (ab der zweiten Hälfte des 20. Jahrhunderts) Präsident, Richter und Geschworene gemeinsam über Schuld und Strafe.

### Früherer Bundesstrafprozess
Für die Strafrechtspflege des Bundes wurden 1849 die „Bundesassisen“ eingeführt. Auch die revidierte Bundesverfassung von 1874 sah in Artikel 112 die Beurteilung der folgenden Straftatbestände durch das Bundesgericht mit Zuziehung von Geschworenen („Bundesassisen“) vor:
1. Hochverrat gegen die Eidgenossenschaft, Aufruhr und Gewalttat gegen die Bundesbehörden;
2. Verbrechen und Vergehen gegen das Völkerrecht;
3. politische Verbrechen und Vergehen, die Ursache oder Folge derjenigen Unruhen sind, durch die eine bewaffnete eidgenössische Intervention veranlasst wird, und
4. in Fällen, wo von einer Bundesbehörde die von ihr ernannten Beamten dem Bundesgericht zur strafrechtlichen Beurteilung überwiesen werden.

Die Bundesassisen traten äusserst selten zusammen, im 20. Jahrhundert lediglich zweimal (1927 nach einem Angriff von Ivan de Justh auf den ungarischen Ministerpräsidenten István Bethlen beim Völkerbund und 1933 nach den Unruhen von Genf 1932). Im Rahmen von Gesetzesanpassungen an die neue Bundesverfassung von 1999, in der die Bundesassisen nicht mehr vorgesehen sind, wurden sie per 1. März 2000 abgeschafft. Zur Begründung führte der Bundesrat an, das Institut der Bundesassisen sei durch jahrzehntelangen Nichtgebrauch obsolet geworden und erscheine aus heutiger Sicht als entbehrlich.
Heute beurteilt erstinstanzlich das Bundesstrafgericht als Vorinstanz des Bundesgerichts im Sinne von Art. 86 BGG Strafsachen im Zuständigkeitsbereich des Bundes.

## Weitere Staaten
siehe Jury (angelsächsisches Rechtssystem)